# Open Handset Alliance
Open Handset Alliance (OHA) е бизнес алианс на 84 компании, които разработват отворени стандарти за клетъчни комуникации. Алиансът е основан на 5 ноември 2007 г. и е ръководен от Google с 34 членове, включително производители на устройства, разработчици на приложения и някои производители на мобилни устройства и компоненти. Водещият софтуер на aлианса, Android, се основава на лиценз с отворен код и се конкурира с платформите на Apple, Microsoft, Nokia, Palm, RIM и Symbian.
Всъщност основното разработване на Android се извършва от Google. Nokia, AT&T и Verizon Wireless не са членове на алианса, но Verizon неотдавна е изразил желание да използва Android в бъдеще.

## Компании
Списък на по-голямата част от членовете на OHA:
| - China Mobile - KDDI Corporation - NTT DoCoMo - Sprint Nextel - T-Mobile - Telecom Italia - Telefónica - Ascender Corporation - eBay - Esmertec - Google - LivingImage - Myriad - NMS Communications - Nuance Communications - PacketVideo - SkyPop - SONiVOX - Noser Engineering | - Wind River Systems - Audience - Broadcom - Intel - The Astonishing Tribe - Marvell Technology Group - Nvidia - Qualcomm - SiRF Technology Holdings - Synaptics - Texas Instruments - HTC - LG - Motorola - Samsung - Vodafone - Softbank - Borqs - Omron Software | - Teleca - AKM Semiconductor - ARM - Atheros Communications - EMP - Aplix - ASUS - Garmin - Huawei - Sony Mobile Communications - Toshiba - Dell - China Unicom - SVOX - Acer Inc. - MIPS Technologies - ZTE - Sasken Communication Technologies Limited - NXP Software - Access - MediaTek | - VisualOn - Telus - Bouygues Telecom - Cooliris - MOTOYA Co. - OMRON - Accenture - L&T Infotech - SQLStar International Inc. - Wipro Technologies - Cypress Semiconductor Corporation - Freescale Semiconductor - Gemalto - Renesas Electronics Corporation - Via Telecom - Alcatel - Compal Communications - Foxconn - Haier - Kyocera | - Lenovo - NEC - Sharp |